# Ожё-ле-Бен
Ожё-ле-Бен (фр. Ogeu-les-Bains) — коммуна во Франции, находится в регионе Аквитания. Департамент — Атлантические Пиренеи. Входит в состав кантона Олорон-Сент-Мари-2. Округ коммуны — Олорон-Сент-Мари.
Код INSEE коммуны — 64421.

## География

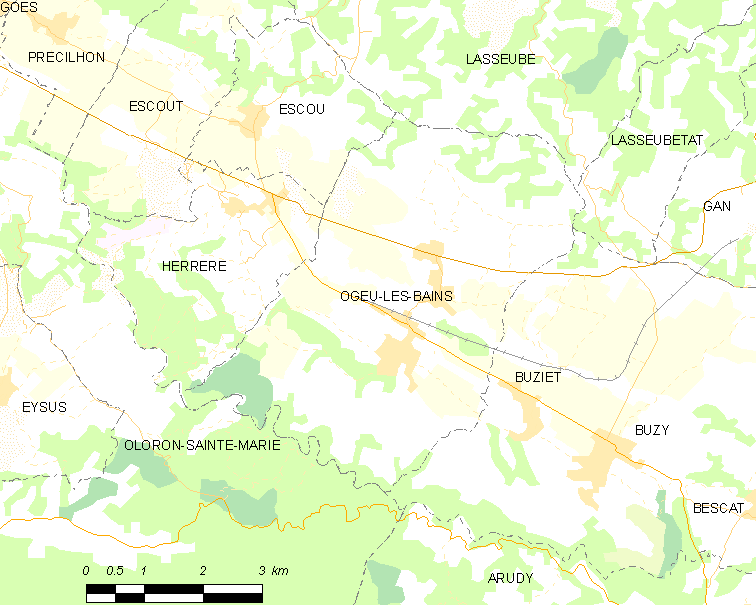
Карта коммуны

Коммуна расположена приблизительно в 680 км к югу от Парижа, в 190 км южнее Бордо, в 21 км к юго-западу от По.
На юго-западе коммуны протекает река Гав-д’Осо.

### Климат
Климат тёплый океанический. Зима мягкая, средняя температура января — от +5°С до +13°С, температуры ниже −10 °C бывают редко. Снег выпадает около 15 дней в году с ноября по апрель. Максимальная температура летом порядка 20-30 °C, выше 35 °C бывает очень редко. Количество осадков высокое, порядка 1100 мм в год. Характерна безветренная погода, сильные ветры очень редки.

## Население
Население коммуны на 2010 год составляло 1226 человек.
| 1962 | 1968 | 1975 | 1982 | 1990 | 1999 | 2010 |
| ---- | ---- | ---- | ---- | ---- | ---- | ---- |
| 884  | 823  | 824  | 1042 | 1085 | 1081 | 1226 |

## Администрация
| Период | Период | Фамилия        | Партия | Примечания |
| ------ | ------ | -------------- | ------ | ---------- |
| 1935   | 1958   | Артюр Бьер     |        |            |
| 1959   | 1977   | Марио Сантьяго |        |            |
| 1977   | 2020   | Мишель Лоронс  |        |            |

## Экономика
В 2010 году среди 795 человек трудоспособного возраста (15-64 лет) 563 были экономически активными, 232 — неактивными (показатель активности — 70,8 %, в 1999 году было 72,8 %). Из 563 активных жителей работали 523 человека (287 мужчин и 236 женщин), безработных было 40 (12 мужчин и 28 женщин). Среди 232 неактивных 64 человека были учениками или студентами, 94 — пенсионерами, 74 были неактивными по другим причинам.

## Достопримечательности
- Церковь Св. Юстуса (XIX век)[9]

## Фотогалерея

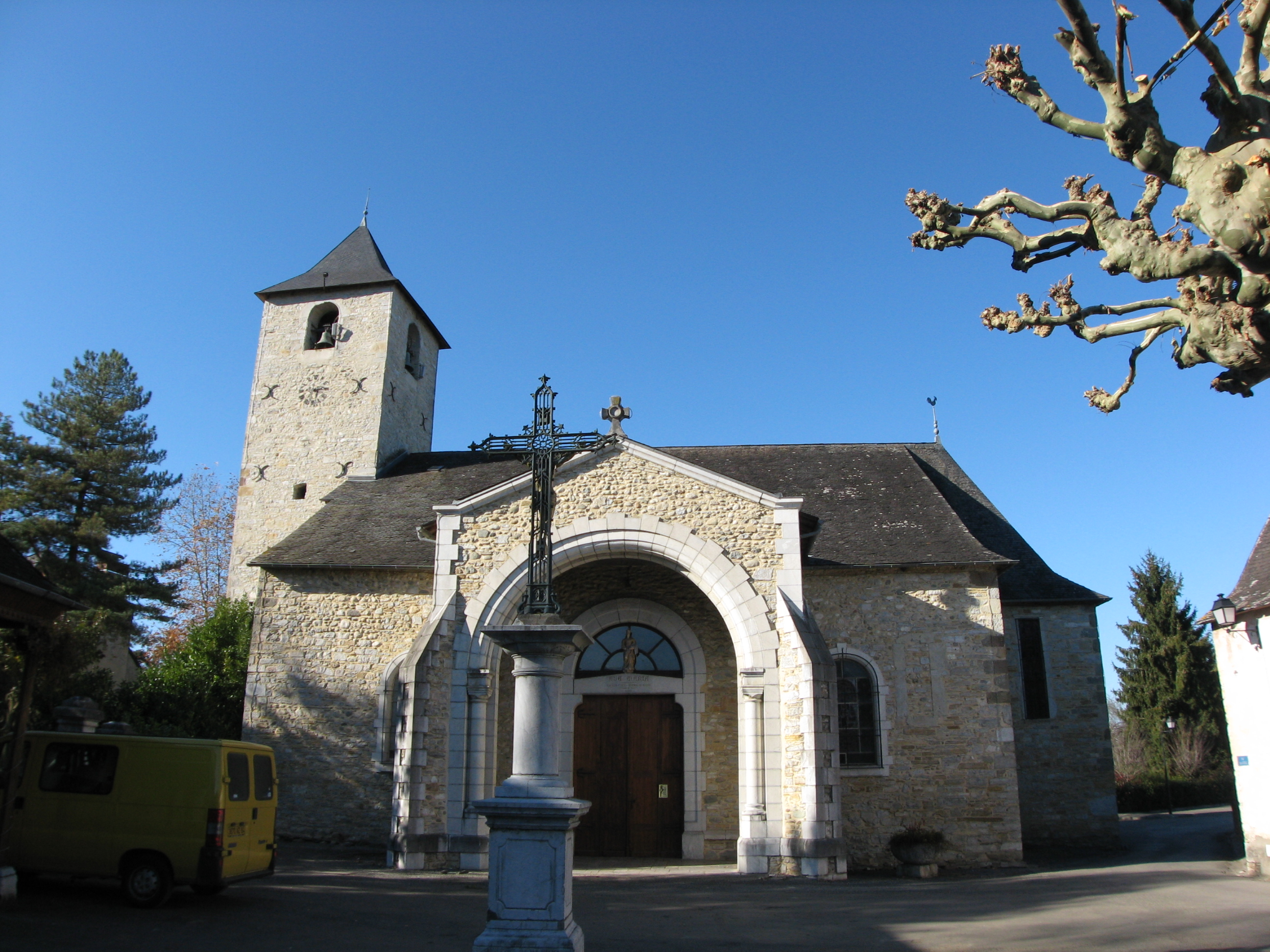
Церковь Св. Юстуса
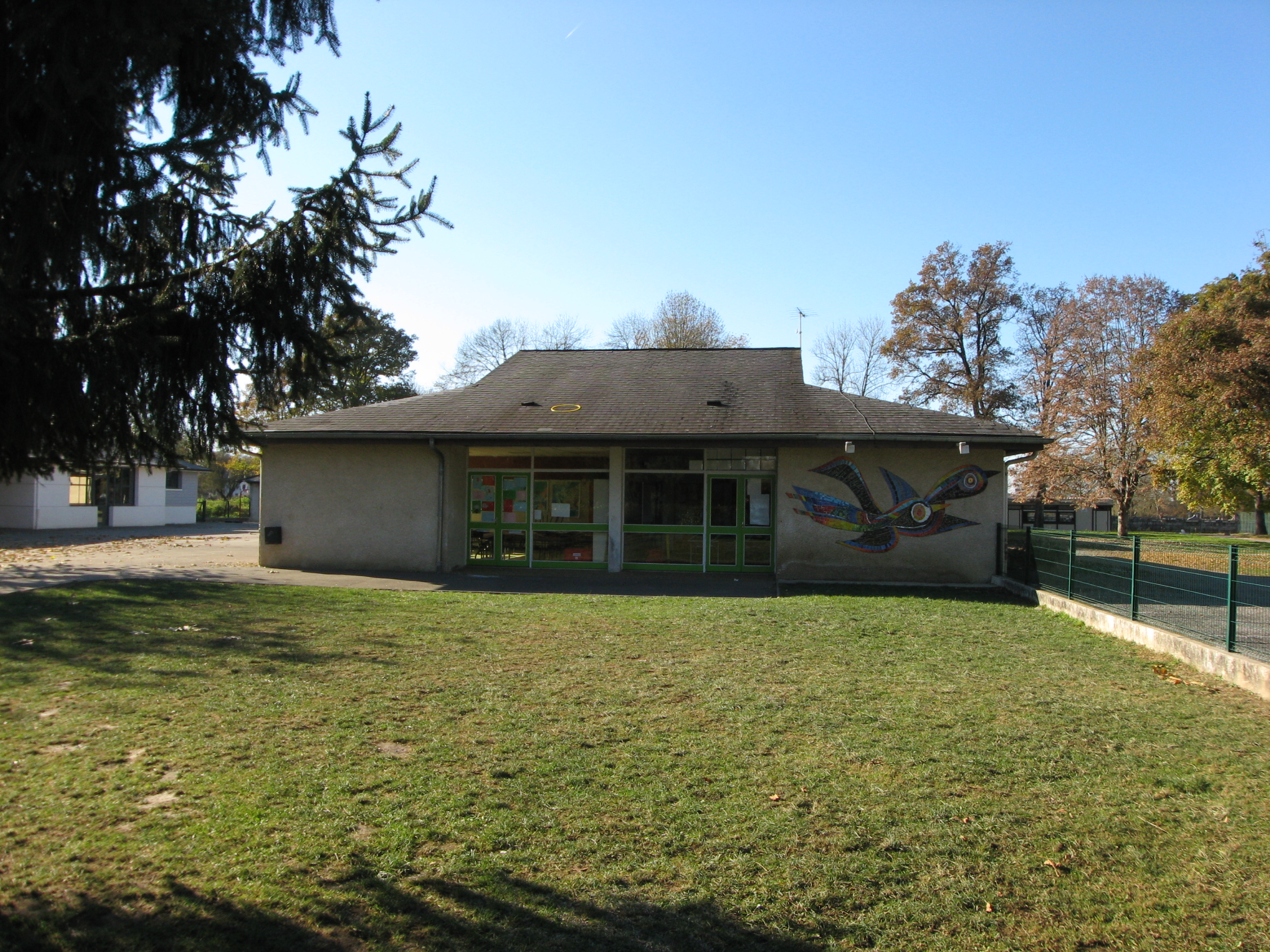
Школа
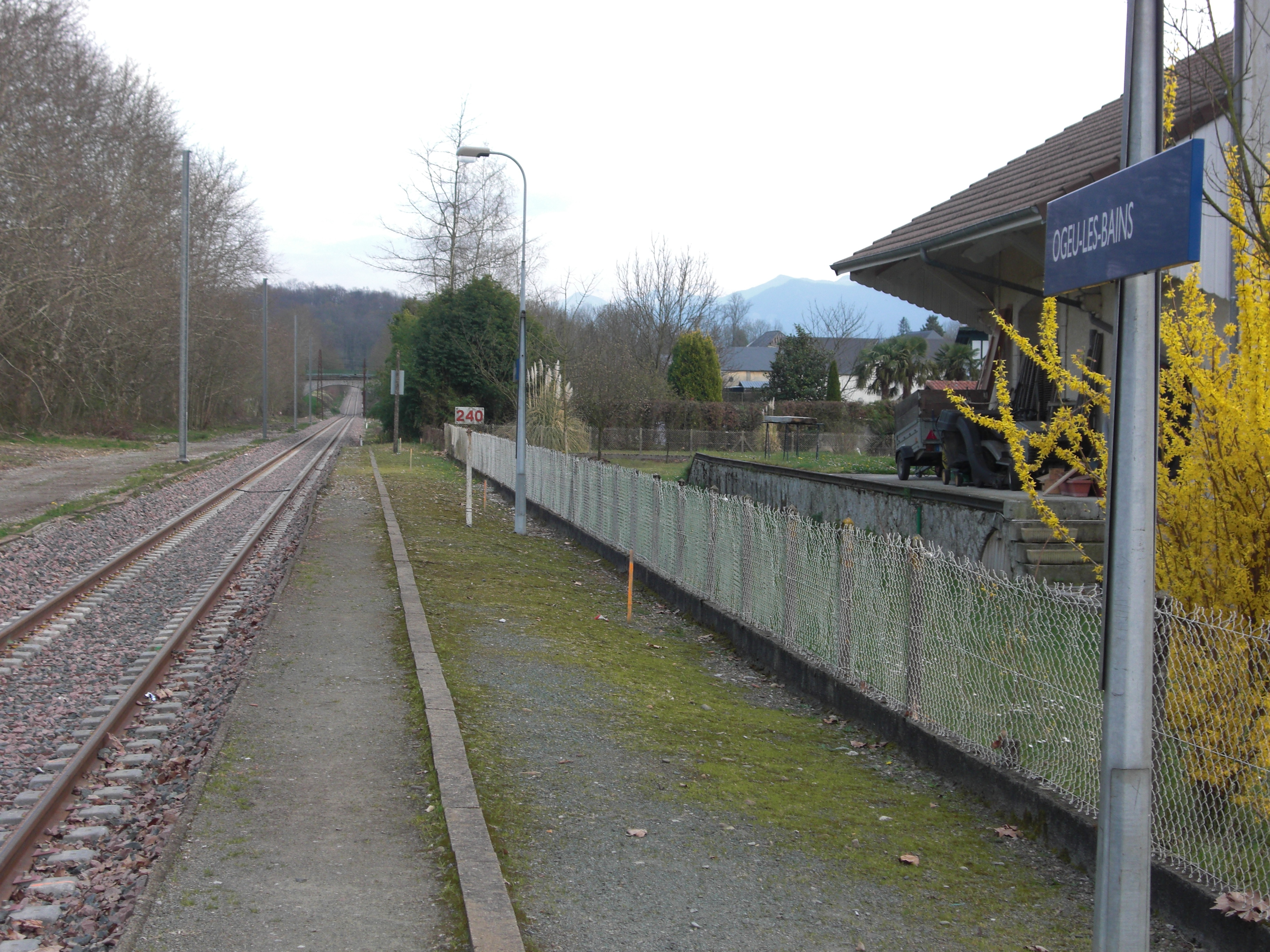
Вокзал
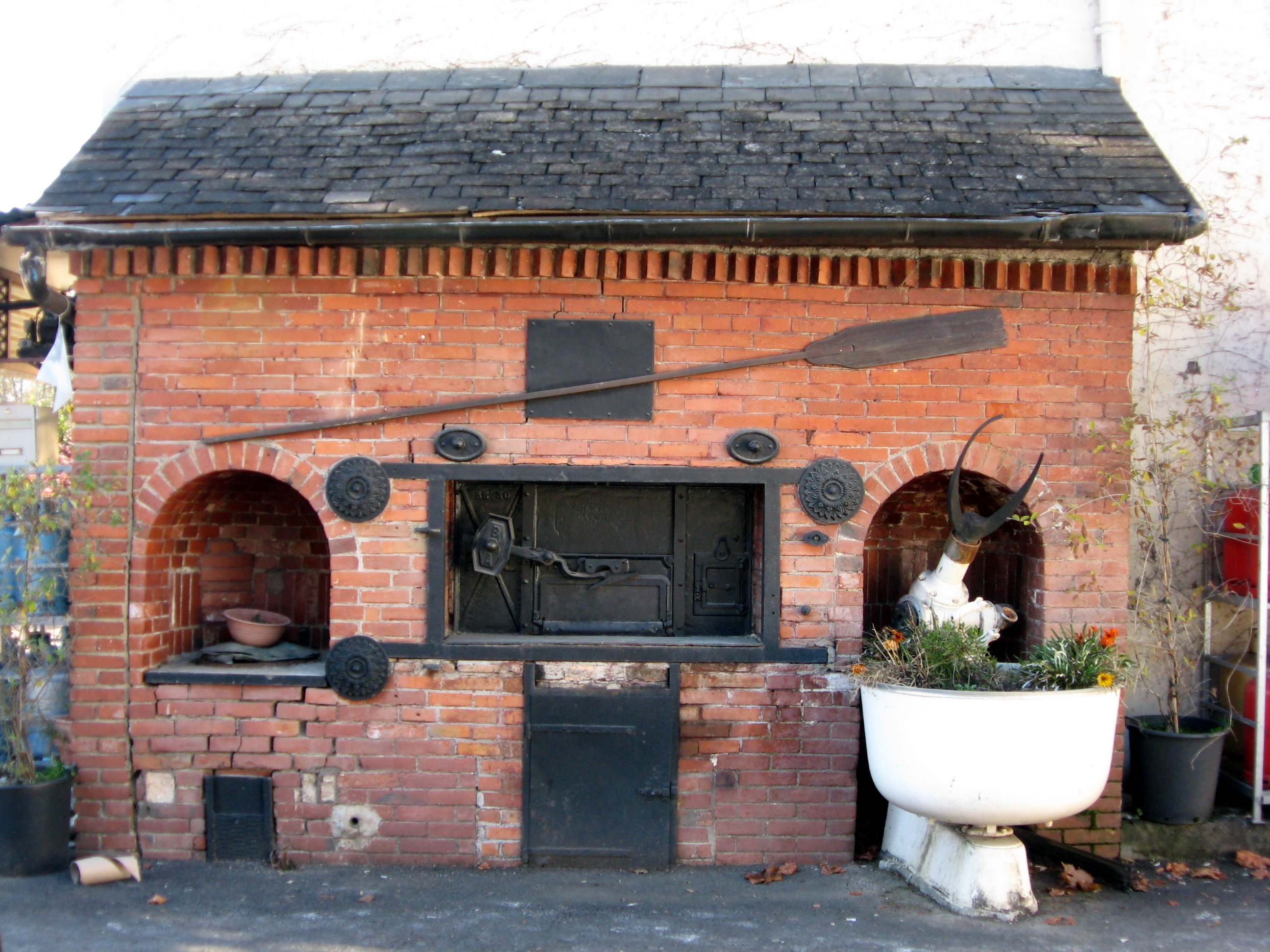
Старая печь
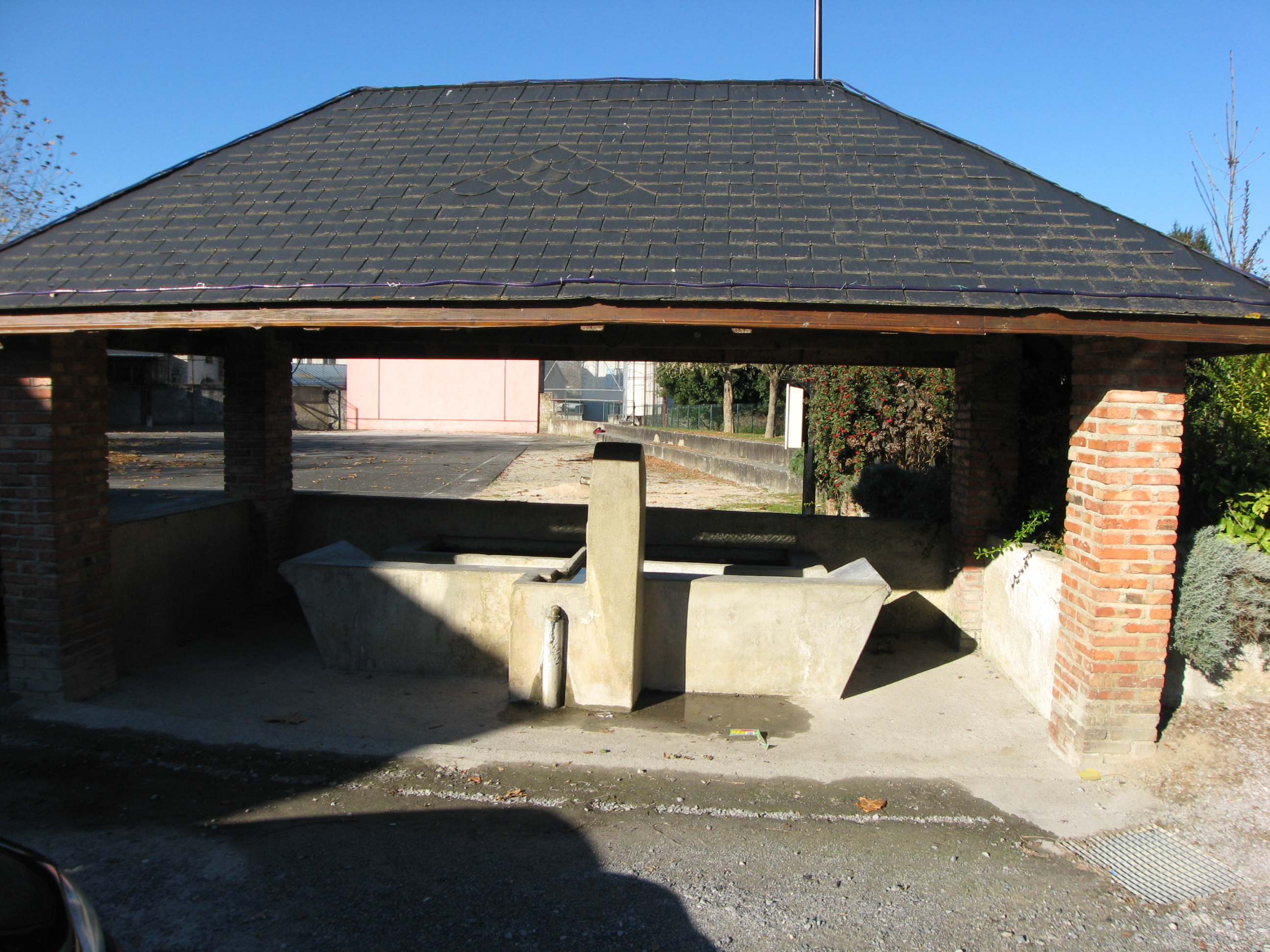
Общественная прачечная
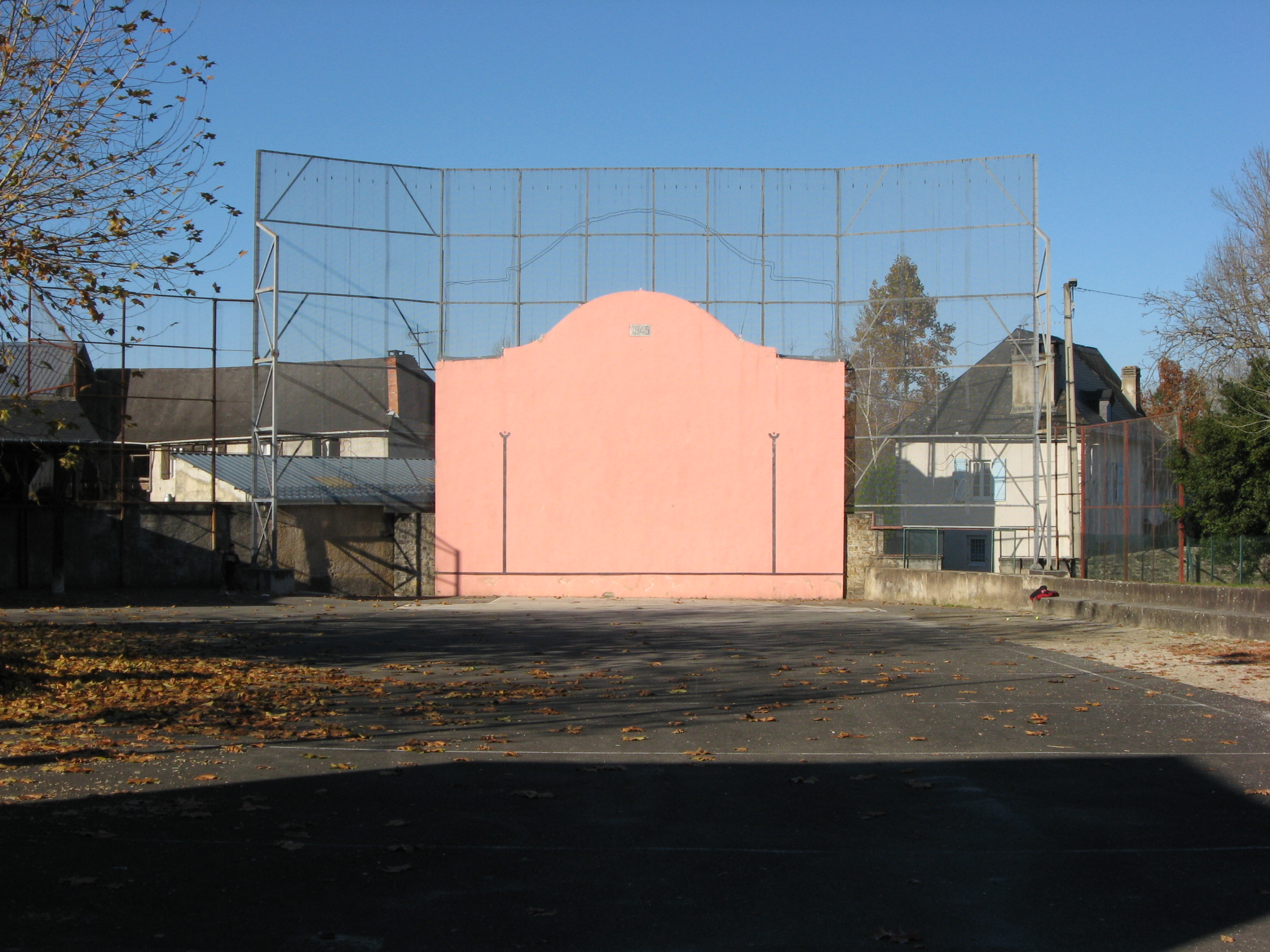
Фронтон (площадка для игры в пелоту)
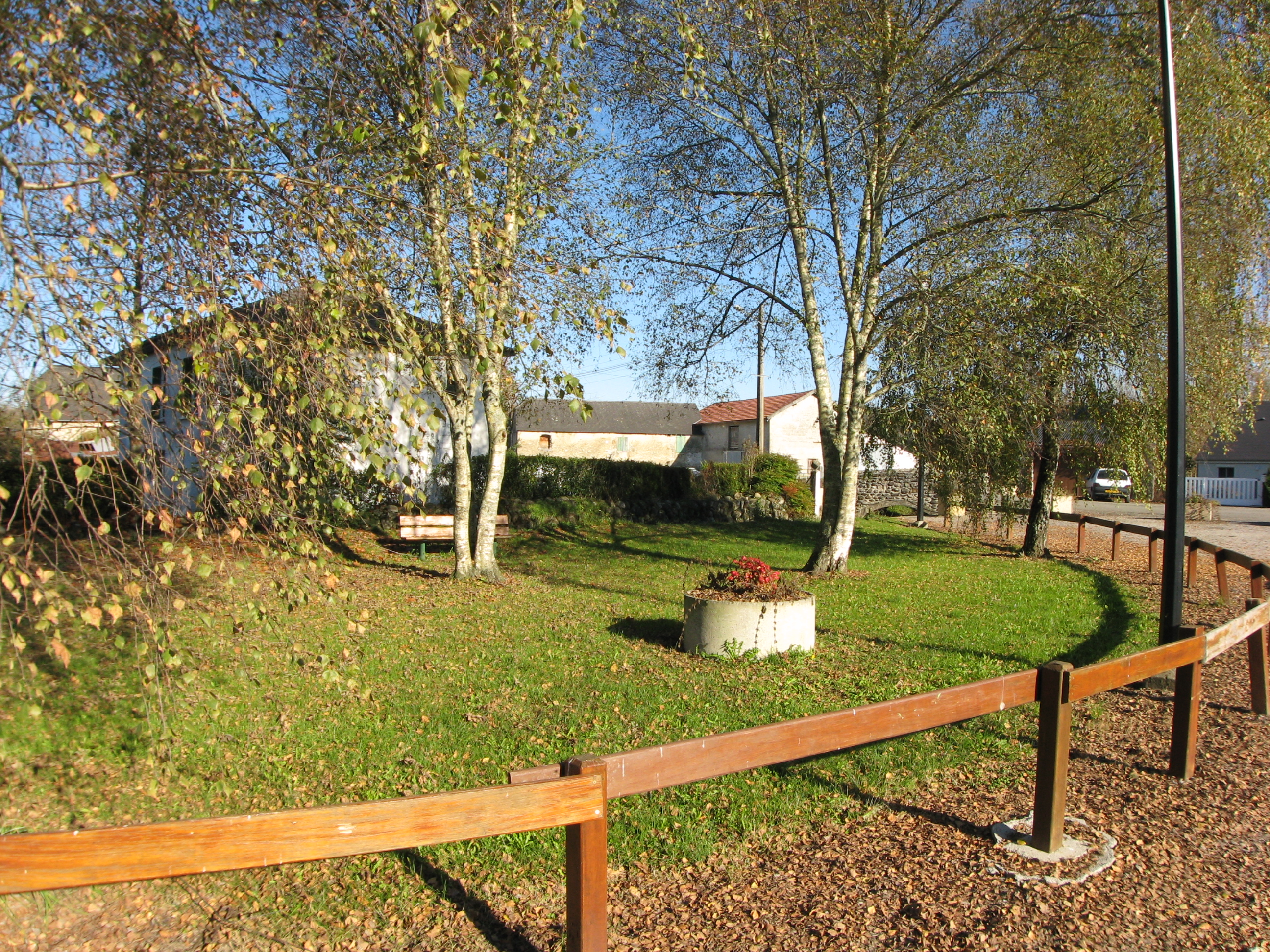
Парк